# Kim Geun-chol
Kim Geun-Chol (Seongnam, 24 juni 1983) is een Zuid-Koreaans voetballer.

## Carrière
Kim Geun-Chol speelde tussen 2002 en 2011 voor Júbilo Iwata, Shonan Bellmare, Daegu FC, Gyeongnam FC en Busan I'Park. Hij tekende in 2012 bij Chunnam Dragons.